# Power Girl
Power Girl hay còn gọi là Kara Zor-L và Karen Starr là một nhân vật siêu anh hùng hư cấu trong truyện tranh Mỹ, xuất bản bởi DC Comics. Nhân vật được tạo ra bởi Gerry Conway, Ric Estrada và Wally Wood, xuất hiện lần đầu trong truyện All Star Comics #58 (tháng 2 năm 1976). Cô được biết đến là chị họ của Superman, là một phiên bản khác của Supergirl / Kara Zor-El nhưng thuộc một vũ trụ khác trong đa vũ trụ.

## Khả năng
Power Girl có các siêu năng lực giống với Superman và Supergirl. Cô sở hữu những siêu năng lực cổ điển của người Krypton bao gồm: sức mạnh phi thường, bay, siêu tốc độ, siêu sức bền, mắt bắn ra tia laser hủy diệt, siêu thính giác và hơi thở băng giá.